# Cesny-aux-Vignes-Ouézy
Cesny-aux-Vignes-Ouézy è una località e comune francese soppresso, nel dipartimento del Calvados nella regione della Normandia.
Questo comune nacque nel 1972 dall'unione di Cesny-aux-Vignes con Ouézy, che dal 1º gennaio 2006 si sono ricostituiti come comuni distinti, seguendo le denominazioni e suddivisioni precedenti la fusione.

## Società

### Evoluzione demografica
Abitanti censiti